# Aninia
Aninia är artistnamnet för den svenska sångaren Elin Nyblom född den 21 augusti 1988 och bor i Stockholm.

## Melodifestivalen
Aninia deltog tillsammans med Jon Henrik Fjällgren i Melodifestivalen 2017 med låten En värld full av strider (Eatneme gusnie jeenh dåaroeh). Duon tävlade i fjärde deltävlingen och tog sig direkt till final. Där slutade de på en tredjeplats efter vinnaren Robin Bengtsson och tvåan Nano.
Det var inte första gången Aninia stod på Melodifestivalens scen eftersom hon var en av bakgrundsdansarna i Melodifestivalen 2009 till Velvet, som tävlade med bidraget ”The Queen”.

## Diskografi

### Singlar[2]
- 2016 – Encomium; Psyched Feat. Aninia
- 2017 – En Värld Full Av Strider (Eatneme Gusnie Jeenh Dåaroeh); Jon Henrik Fjällgren Feat. Aninia